# Махаджан, Каран
Каран Махаджан (англ. Karan Mahajan; 24 апреля 1984, Стамфорд, Коннектикут) — американский писатель индийского происхождения.

## Биография
Вырос в Нью-Дели. Изучал английский язык и экономику в Стэнфорде. В настоящее время живёт в Бруклине. Сотрудничает с различными американскими газетами и журналами.

## Произведения
- Family Planning (2008, переизд. в Великобритании 2009)
- The Association of Small Bombs (2016)

## Признание
Роман Планирование семьи (2008, финалист премии Дилана Томаса) переведен на семь языков, включая корейский и татарский. Он издан во Франции, ФРГ, Испании, Италии, Индии, Бразилии и др. странах.